# Juge de résidence
Un juge de résidence (espagnol : juez de residencia) était un magistrat au service de la Couronne espagnole pour l'administration de l'empire colonial espagnol.

## Attributions
Sous la tutelle du Conseil des Indes, à Madrid, le juge de résidence est le magistrat qui préside la residencia, un procès qui analyse a posteriori la conduite d'un fonctionnaire.
Ce procès a lieu à la fin du mandat du fonctionnaire si elle est fixée, ou bien en principe tous les trois ans. Cependant, en raison notamment des distances, la périodicité pouvait être plus longue et très irrégulière.